# سواها
سواها أو سفاها (بالسنسكريتية: स्वाहा)‏، و(بالإنجليزية: Svaha)‏، ويشار إليها أيضًا باسم مِنيانتي (بالإنجليزية: Manyanti)‏، هي إلهة القرابين الهندوسية المذكورة في الفيدا. وهي زوجة آجني، وابنة داكشا أو بريهاسباتي، وذلك حسب ما قال به التراث الأدبي. ووفقًا لنص بورانا براهمافايفارتا، فهي جانب من جوانب براكريتي (الطبيعة)، وهو عنصر لن يتمكن آجني البقاء من دونه.